# Destined
«Destined» (с англ. — «Предназначенная») — третий эпизод американского мини-сериала «Мисс Марвел» (2022), основанного на одноимённом персонаже комиксов Marvel. В этом эпизоде Камала Хан узнаёт о Кландестинах. Действие эпизода происходит в медиафраншизе «Кинематографическая вселенная Marvel» (КВМ), разделяя преемственность с фильмами франшизы. Сценаристом выступили Фредди Сиборн, Эй Си Брэдли и Мэттью Чонси, а режиссёром — Мира Менон.
Иман Веллани исполняет роль Камалы Хан. Главные роли также исполняют Мэтт Линтц, Ясмин Флетчер, Зенобия Шрофф, Мохан Капур, Саагар Шейх, Лорел Марсден и Ажар Усман.
Эпизод «Предназначенная» был выпущен на Disney+ 22 июня 2022 года.

## Сюжет
Наджма рассказывает Камале Хан, что она и её сын Камран являются частью группы усовершенствованных существ, Кландестинов, также известных в миру как «Джинны». Они были изгнаны из родного измерения; Аиша, прабабушка Камалы, была одной из них. Наджма сообщает, что браслет Камалы может помочь им вернуться в своё измерение, и просит Камалу о помощи. Сэйди Дивер и команда агентов Департамента США по ликвидации разрушений (DODC) пытаются обыскать мечеть в поисках каких-либо улик, но это не устраивает мусульман. Камала решает попытаться помочь Джиннам вернуться домой, но её друг Бруно предупреждает её, что межпространственные путешествия могут быть очень опасными. Камала сообщает об этом Камрану. Он соглашается, но его мать решает заставить Камалу действовать сейчас. Брат Камалы Амир женится на своей невесте Тайише, но прибывает Камран и предупреждает о планах матери. Кландестины являются на мероприятие, и Камала, Бруно и Камран противостоят им. Наджма использует браслет Камалы, призывая видение поезда. После этого приходят агенты DODC и арестовывают Джиннов, включая Камрана, а Камала и Бруно убегают. Однако Накия, подруга Камалы, замечает её способности. Бабушка Камалы, Сана, связывается с внучкой и говорит, что тоже видела видение поезда. Она настаивает на том, чтобы Камала и Муниба, мама Камалы, приехали к ней в Карачи.

## Маркетинг
Постер к эпизоду был представлен через 7 дней после его выхода официальным аккаунтом сериала в Твиттере.

## Релиз
Эпизод «Предназначенная» был выпущен на стриминговом сервисе Disney+ 22 июня 2022 года.

## Реакция
На сайте-агрегаторе рецензий Rotten Tomatoes серия имеет рейтинг 100 % со средней оценкой 7,3 из 10 на основе 7 отзывов. Эмма Фрейзер из IGN дала эпизоду 8 баллов из 10 и отметила, что «Иман Веллани продолжает очаровывать». Сара Шаффи из The A.V. Club поставила серии оценку «B+» и написала, что «если [для кого-то] сцена между Камалой и её мамой была недостаточно милой, нас также угощают моментом между Амиром и Юсуфом [перед свадьбой]». Кирстен Говард из Den of Geek вручила эпизоду 4 звезды из 5 и была заинтригована финальной сценой. Арезу Амин из Collider дала серии оценку «A-» и также осталась довольной последним диалогом между Камалой и её бабушкой. Джек Шепард из GamesRadar присвоил эпизоду 4 звезды из 5 и похвалил момент, в котором Юсуф говорит о важности семьи. Ричард Тренхолм из CNET тоже подчеркнул, что «в этом эпизоде много хороших советов».